# Od (narod)
Od.- Indoiranski narod iz jugoistočnog Pakistana nastanjen u pustinjskim krajevima provincije Sindh. Narod Od, čiji se jezik naziva odki, i porijekla koje nije potpuno rasvijetljeno, moguće od Radžputa {raj (izg. radž)= kralj)}. Odi su društveno podijeljeni u dvije socio-ekonomske klase: stručnjake i radnike. Klasa stručnjaka obuhvaća društvenu kremu Oda, a čine je profesori, liječnici, državni službenici i druge visokoškolovane osobe. 
Odi su ponosni na svoje nasljeđe, uzdržljivi, gostoljubivi i veoma dobri radnici. 
Do uvoda irigacije u područje Sinda, koja se javlja krajem 19. stoljeća, većina zemlje bila je zapuštena, a i danas postoji problem s navodnjavanjem, jer je većina vode koja se crpi iz zemlje slana. Danas relativno vode suvremen život, poglavito u selima koja se stoje od 10 do 15 obitelji i ovisni o poslovima koji su na raspolaganju. Radnici Oda danas žive od pravljenja opeke, kopanja kanala i izvora, gradnji zidova od blata, cestovnih traka i putova, ulažući u svoj posao tek ruke. Mlađi ljudi zbog uvođenja mašinerije i strojeva, posao su danas prisiljeni potražiti na drugim mjestima, u većim središtima, i mnogi su izučili za vozače raznih strojeva.
Obitelj Oda je patrijarhalna i proširena, s najmanje 6 osoba pod jednim krovom. Otac je glava obitelji, on dominira i skrbi za nju. Nakon što djeca odrastu, žena pomaže muškarcu i u njegovim poslovima.
Odjeća Oda kod žena se sastoji od dugih haljina gagaros i velikih šalova za glavu. Prehrana obuhvaća sve vrste mesa, osim goveđeg i mesa kornjače. Uobičajeni su pljosnati kruh, začini, leća. Muškarci uvijek jedu izvan kuće, na hasuri, dok žene djecu poslužuju u kući. 
Vjera Oda je hinduizam, a 8% ih je preobraćeno na islam. 